# Barker-Nunatak
Der Barker-Nunatak ist ein etwa 1500 m hoher Nunatak im westantarktischen Ellsworthland. Als einer der Grossman-Nunatakker ragt er 3,3 km nordöstlich der Fletcher-Nunatakker auf.
Das Advisory Committee on Antarctic Names benannte ihn 1988 nach dem US-amerikanischen Kartografen Kenneth Barker, der gemeinsam mit seinem Kollegen James B. Fletcher das Satellitenvermessungsteam des United States Geological Survey auf der Amundsen-Scott-Südpolstation im antarktischen Winter 1977 bildete.